# 建义 (杨难当)
建义（436年三月—442年闰五月）是仇池領導杨难当的年号，共计7年。

## 改元
- 元嘉十三年——三月，楊難當自號大秦王，建元建義元年。[3][4]
- 建義七年——閏五月，楊難當逃入北魏。[3][5]

## 纪年
| 建义 | 元年  | 二年  | 三年  | 四年  | 五年  | 六年  | 七年  |
| ---- | ----- | ----- | ----- | ----- | ----- | ----- | ----- |
| 公元 | 436年 | 437年 | 438年 | 439年 | 440年 | 441年 | 442年 |
| 干支 | 丙子  | 丁丑  | 戊寅  | 己卯  | 庚辰  | 辛巳  | 壬午  |

## 同期存在的其他政权年号
- 中國
  - 元嘉（424年－453年）：南朝宋—宋文帝刘义隆的年号
  - 泰始（432年－437年）：南朝時期—益州領導趙廣、程道養之年号
  - 承和（433年－439年）：北凉—沮渠牧犍之年号
  - 建平：與北凉和高昌政权有關年号
  - 承平（443年－460年）：北凉—沮渠無諱、沮渠安周之年号
  - 緣禾：與北凉和高昌政权有關年号
  - 太緣：與北凉和高昌政权有關年号
  - 太延（435年－440年）：北魏—魏太武帝拓跋燾之年号
  - 太平真君（440年－451年）：北魏—魏太武帝拓跋燾之年号

## 參看
- 中國年號索引
- 其他时期使用建义的年号

## 深入閱讀
- 李崇智. . 北京: 中華書局. 2004年12月. ISBN 7101025129.